# 國家象徵中的宗教元素
國家象徵中的宗教元素時常出現在國歌與國旗中，由於國家標誌都是由政府當局所認可，因而讓一些世俗國家引起了關於政教分離的爭議。

## 包含宗教元素的國旗

### 佛教元素
| 國旗 | 所屬國家         | 宗教特徵                           |
| ---- | ---------------- | ---------------------------------- |
|      | 不丹（國旗）     | 橘色部分代表了佛教傳統精神。       |
|      | 柬埔寨（國旗）   | 吳哥窟。                           |
|      | 印度（國旗）     | 阿育王之輪代表了達摩（正義）法則。 |
|      | 緬甸（國旗）     | 番紅色代表了上座部佛教。           |
|      | 新加坡（國旗）   | 白色部分代表了漢傳佛教。           |
|      | 斯里蘭卡（國旗） | 四葉菩提樹象徵佛教的四形上學概念。 |
|      | 泰國（國旗）     | 白色部分代表了上座部佛教。         |

### 印度教元素
| 國旗 | 所屬國家       | 宗教特徵                       |
| ---- | -------------- | ------------------------------ |
|      | 尼泊爾（國旗） | 該旗幟以印度教傳統旗幟為基礎。 |

### 基督教元素
| 國旗       | 所屬國家           | 宗教元素                                                                                         |
| ---------- | ------------------ | ------------------------------------------------------------------------------------------------ |
| 亞美尼亞   | 亞美尼亞（國旗）   | 紅色代表了對基督教信仰的守護。                                                                   |
| 安道尔     | 安道爾（國旗）     | 其包括代表了天主教烏赫爾教區之主教頭銜。                                                         |
| 澳大利亚   | 澳洲（國旗）       | 聖喬治、安得烈與聖博德十字架。                                                                   |
| 库克群岛   | 庫克群島（國旗）   | 聖喬治、安得烈與聖博德十字架。                                                                   |
| 丹麦       | 丹麥（國旗）       | 北歐十字。                                                                                       |
| 多米尼克   | 多米尼克（國旗）   | 十字架代表了三位一體。                                                                           |
| 多明尼加   | 多明尼加（國旗）   | 上面有《聖經》，白色代表了救贖。                                                                 |
| 萨尔瓦多   | 薩爾瓦多（國旗）   | 天主、團結、自由。                                                                               |
| 斐濟       | 斐濟（國旗）       | 聖喬治、安得烈與聖博德十字架、鴿子。                                                             |
| 芬兰       | 芬蘭（國旗）       | 北歐十字。                                                                                       |
| 格鲁吉亚   | 喬治亞（國旗）     | 耶路撒冷十字。                                                                                   |
| 希腊       | 希臘（國旗）       | 希臘十字架象徵了希臘東正教。                                                                     |
| 冰岛       | 冰島（國旗）       | 北歐十字。                                                                                       |
| 爱尔兰     | 愛爾蘭（國旗）     | 綠色代表了佔多數的天主教，橘色代表了佔少數的新教。                                               |
| 列支敦斯登 | 列支敦斯登（國旗） | 基督十字架                                                                                       |
| 马耳他     | 馬爾他（國旗）     | 喬治十字\|                                                                                       |
| 摩尔多瓦   | 摩爾多瓦（國旗）   | 東正教十字架                                                                                     |
| 蒙特內哥羅 | 蒙特內哥羅（國旗） | 東正教十字架                                                                                     |
| 蒙特塞拉特 | 蒙特塞拉特（國旗） | 該旗幟的基督十字架由愛爾蘭國家人物形象「愛爾蘭」所持有。                                         |
| 新西兰     | 紐西蘭（國旗）     | 聖喬治、安得烈與聖博德十字架。                                                                   |
| 紐埃       | 紐埃（國旗）       | 聖喬治、安得烈與聖博德十字架。                                                                   |
| 挪威       | 挪威（國旗）       | 北歐十字。                                                                                       |
| 葡萄牙     | 葡萄牙（國旗）     | 由五種「奎纳」組成的複合十字架，每種奎纳都有五個排列有序的徽章，代表基督的五聖痕。               |
| 圣马力诺   | 聖馬利諾（國旗）   | 十字架。                                                                                         |
| 塞尔维亚   | 塞爾維亞（國旗）   | 塞爾維亞十字架象徵著塞爾維亞正教會。                                                             |
| 斯洛伐克   | 斯洛伐克（國旗）   | 宗主教十字。                                                                                     |
| 西班牙     | 西班牙（國旗）     | 基督十字架                                                                                       |
| 瑞典       | 瑞典（國旗）       | 北歐十字。                                                                                       |
| 瑞士       | 瑞士（國旗）       | 希臘十字架                                                                                       |
| 東加       | 東加（國旗）       | 希臘十字架                                                                                       |
| 圖瓦盧     | 圖瓦盧（國旗）     | 聖喬治、安得烈與聖博德十字架。                                                                   |
| 英国       | 英國（國旗）       | 聖喬治、安得烈與聖博德十字架。                                                                   |
| 梵蒂冈     | 梵蒂岡（國旗）     | 該旗幟由兩豎槓組成，一條為金色，另一條為白色，聖伯多祿十字架鑰匙與教宗三重冕位於白色部分的中間。 |

### 伊斯蘭教元素
| 國旗         | 所屬國家             | 宗教元素                                                           |
| ------------ | -------------------- | ------------------------------------------------------------------ |
| 塔利班       | 阿富汗（國旗）       | 清真言。                                                           |
| 阿尔及利亚   | 阿爾及利亞（國旗）   | 星月，綠色代表伊斯蘭教。                                           |
| 阿塞拜疆     | 亞塞拜然（國旗）     | 綠色代表伊斯蘭教；星月也是伊斯蘭的象徵。                           |
| 巴林         | 巴林（國旗）         | 五個點代表了伊斯蘭教五功。                                         |
| 汶萊         | 汶萊（國旗）         | 星月。                                                             |
| 葛摩         | 葛摩（國旗）         | 星月與綠色代表了伊斯蘭教的傳統象徵。                               |
| 伊朗         | 伊朗（國旗）         | 阿拉與真主至大重複出現在紅色綠兩色之間的邊緣，綠色代表伊斯蘭教。   |
| 伊拉克       | 伊拉克（國旗）       | 有「真主至大」一句。                                               |
| 约旦         | 約旦（國旗）         | 七角星代表了《古蘭經》開端章的第七節。                             |
| 利比亚       | 利比亞（國旗）       | 星月代表了伊斯蘭教。                                               |
| 马来西亚     | 馬來西亞（國旗）     | 星月。                                                             |
| 马尔代夫     | 馬爾地夫（國旗）     | 白色星月代表了伊斯蘭教。                                           |
| 毛里塔尼亚   | 茅利塔尼亞（國旗）   | 星月與綠色象徵著伊斯蘭教。                                         |
| 摩洛哥       | 摩洛哥（國旗）       | 綠色代表了伊斯蘭教。五角星代表了伊斯蘭教五功                       |
| 巴基斯坦     | 巴基斯坦（國旗）     | 星月代表伊斯蘭教，深綠色則代表佔多數的穆斯林。                     |
| 沙特阿拉伯   | 沙烏地阿拉伯（國旗） | 綠色旗幟（伊斯蘭教的顏色）上刻著清真言。                           |
| 塞内加尔     | 塞內加爾（國旗）     | 綠色與星星代表了伊斯蘭教。                                         |
| 索马里兰     | 索馬利蘭（國旗）     | 清真言（綠色可能也代表了伊斯蘭教）。                               |
| 苏丹         | 蘇丹（國旗）         | 綠色代表了伊斯蘭教。                                               |
| 突尼西亞     | 突尼西亞（國旗）     | 星月象徵著伊斯蘭教。                                               |
| 土耳其       | 土耳其（國旗）       | 星月                                                               |
| 土库曼斯坦   | 土庫曼（國旗）       | 星月（綠色可能也代表了伊斯蘭教）。                                 |
| 乌兹别克斯坦 | 烏茲別克（國旗）     | 星月（綠色可能也代表了伊斯蘭教），並從十二顆星星中顯示「阿拉」一詞 |

### 猶太教元素
| 國旗   | 所屬國家       | 宗教元素                                                       |
| ------ | -------------- | -------------------------------------------------------------- |
| 以色列 | 以色列（國旗） | 該旗幟基本以猶太教祈禱用的塔利特為基礎，大衛星為猶太教的象徵。 |

### 傳統元素
| 國旗       | 所屬國家         | 宗教元素 |
| ---------- | ---------------- | --- |
| 阿根廷     | 阿根廷（國旗）   | 五月太陽為印加之神因蒂的象徵。 |
| 日本       | 日本（國旗）     | 紅圈代表了天照大神。 |
| 大韩民国   | 南韓（國旗）     | 太極圖案與道教、朝鮮巫教，以及易經八卦有關。                                                                                             |
| 墨西哥     | 墨西哥（國旗）   | 其擁有象徵阿茲特克之特諾奇提特蘭（今墨西哥城）的傳說。                                                                                   |
| 蒙古国     | 蒙古（國旗）     | 太極圖象徵著陰陽。日月與藍天代表了長生天。                                                                                               |
| 中華民國   | 中華民國（國旗） | 白色太陽上的十二道光芒代表了十二個月與十二個傳統「時辰」──即時令以及占星術使用的1/12之時間段。                                           |
| 塔吉克斯坦 | 塔吉克（國旗）   | 七星在塔吉克的神話中代表了數字七，代表了完美與幸福，同時暗指了「天上有著七座山峰、七個果園，每座山的上方都有一顆星星在閃耀」的傳統信仰。 |
| 乌拉圭     | 烏拉圭（國旗）   | 五月太陽為印加之神因蒂的象徵。 |

## 包含宗教元素的國歌
| 包含宗教元素的國歌 | 包含宗教元素的國歌                                                             | 包含宗教元素的國歌                         |
| 國家               | 國歌                                                                           | 提及的宗教                                 |
| ------------------ | ------------------------------------------------------------------------------ | ------------------------------------------ |
| 阿富汗             | 《這裡是勇士的家園》                                             | 伊斯蘭教                                   |
| 安地卡及巴布達     | 《美丽的安提瓜，我们向您致敬》（英語：Fair Antigua, We Salute Thee）                                       | 基督教                                     |
| 奥地利             | 《山的土地，河的土地》（德語：Land der Berge, Land am Strome）                                               | 基督教                                     |
|                    | 《亞塞拜然進行曲》                                             | 伊斯蘭教                                   |
| 巴哈马             | 《巴哈馬，向前進》（英語：March On, Bahamaland）                                                   | 基督教                                     |
| 巴林               | 《我們的巴林》（阿拉伯語：نشيد البحرين الوطني）                                                   | 伊斯蘭教                                   |
|                    | 《在熟年，在荒年》（英語：In Plenty and In Time of Need）                                                   | 基督教                                     |
| 白俄羅斯           | 《我們白俄羅斯人》                                             | 基督教                                     |
|                    | 《自由的土地》（英語：Land of the Free）                                                       | 基督教                                     |
| 不丹               | 《雷龍王國》（宗喀語：འབྲུག་ཙན་དན་）                                             | 佛教                                       |
| 玻利维亚           | 《玻利維亞國歌》（西班牙語：Himno Nacional de Bolivia）                                                 | 基督教                                     |
|                    | 《保佑這高尚的土地》                                             | 基督教                                     |
|                    | 《真主保佑蘇丹》                                                   | 伊斯蘭教                                   |
|                    | 《我們的蒲隆地》                                                 | 基督教                                     |
| 柬埔寨             | 《王國》                                                           | 佛教                                       |
| 喀麦隆             | 《集合歌》（法語：Chant de Ralliement）                                                           | 基督教                                     |
| 加拿大             | 《啊，加拿大》（英語：O Canada）                                               | 基督教                                     |
|                    | 《乍得人民》（法語：La Tchadienn）                                                         | 伊斯蘭教                                   |
| 智利               | 《智利國歌》（西班牙語：Himno Nacional de Chile）                                                     | 基督教                                     |
| 哥伦比亚           | 《哥倫比亞共和國國歌》（西班牙語：Himno Nacional de la República de Colombia）                                           | 基督教                                     |
|                    | 《偉大群島的聯合》（科摩罗语：Udzima wa ya Masiwa）                            | 伊斯蘭教                                   |
| 捷克               | 《何處是我家？》（捷克語：Kde domov můj?）                                                   | 基督教                                     |
| 丹麦               | 《有一處好地方》（丹麥語：Der er et yndigt land）                                                   | 傳統宗教                                   |
| 多米尼克           | 《美麗的島，偉大的島》（英語：Isle of Beauty, Isle of Splendour）                                               | 基督教                                     |
| 刚果民主共和国     | 《起來，剛果人》（法語：Debout Congolais）                                                     | 基督教                                     |
|                    | 《向祖國致敬》（西班牙語：Salve, Oh Patria）                                                   | 基督教                                     |
| 薩爾瓦多           | 《薩爾瓦多國歌》（西班牙語：Himno Nacional de El Salvador）                                                 | 基督教                                     |
| 爱沙尼亚           | 《我的土地，我的歡愉》                                         | 基督教                                     |
|                    | 《我们的主啊，给予斯威士人恩赐的上帝》                           | 基督教                                     |
| 斐济               | 《上帝保佑斐濟》（英語：God Bless Fiji、斐济语：Meda Dau Doka）                              | 基督教與印度教                             |
| 法國               | 《馬賽曲》（法語：La Marseillaise）                                                           | 基督教                                     |
|                    | 《為岡比亞我們的家園》（英語：For The Gambia Our Homeland）                                               | 伊斯蘭教                                   |
|                    | 《上帝保佑我們的家園迦納》（英語：God Bless Our Homeland Ghana）                                           | 基督教                                     |
|                    | 《自由》                                                         | 基督教                                     |
| 格瑞那達           | 《歡呼祖國格瑞那達》（英語：Hail Grenada）                                                 | 基督教                                     |
|                    | 《瓜地馬拉國歌》（西班牙語：Himno Nacional de Guatemala）                                                 | 基督教                                     |
|                    | 《親愛的蓋亞那的河流和平原的土地》（英語：Dear Land of Guyana, of Rivers and Plains）                                   | 基督教、伊斯蘭教與印度教                   |
| 海地               | 《德薩利訥之歌》（法語：La Dessalinienne）（尤其是第四節）                                     | 基督教                                     |
|                    | 《宏都拉斯國歌》（西班牙語：Himno nacional de Honduras）                                                 | 基督教                                     |
| 匈牙利             | 《讚美歌》（匈牙利語：Himnusz）                                                       | 基督教                                     |
| 冰島               | 《讚美歌》                                                         | 基督教與傳統宗教                           |
| 印度尼西亞         | 《偉大的印度尼西亞》                                               | 基督教、伊斯蘭教、印度教、道教、儒教與佛教 |
| 伊朗               | 《伊朗伊斯蘭共和國國歌》（波斯語：سرود ملی جمهوری اسلامی ایران）                                           | 伊斯蘭教                                   |
| 以色列             | 《希望》（希伯來語：הַתִּקְוָה）                                                         | 猶太教                                     |
| 義大利             | 《義大利人之歌》（義大利語：Il Canto degli Italiani）                                                 | 基督教                                     |
|                    | 《阿比讓之歌》（法語：L'Abidjanaise）                                                       | 基督教與伊斯蘭教                           |
| 牙买加             | 《牙買加，我們熱愛的家園》（英語：Jamaica, Land We Love）                                           | 基督教                                     |
| 日本               | 《君之代》（日语：／）                                                         | 佛教與神道教                               |
| 约旦               | 《約旦國王萬歲》（阿拉伯語：السلام الملكي الأردني）                                                 | 伊斯蘭教                                   |
|                    | 《啊，上帝，我們的力量》                                       | 基督教                                     |
| 基里巴斯           | 《站起来，基里巴斯》（基里巴斯語：Teirake Kaini Kiribati）                     | 基督教                                     |
|                    | 《愛國歌》（朝鲜语：／）                                                       | 佛教                                       |
|                    | 《愛國歌》（韩语：／）                                                         | 基督教、儒教與佛教                         |
| 科威特             | 《科威特國國歌》（阿拉伯語：النشيد الوطني）                                                 | 伊斯蘭教                                   |
| 拉脫維亞           | 《上帝保佑拉脫維亞》                                           | 基督教                                     |
| 黎巴嫩             | 《黎巴嫩國歌》（阿拉伯語：النشيد الوطني اللبناني）                                                   | 基督教與伊斯蘭教                           |
| 賴索托             | 《莱索托，我们的祖国》                                             | 基督教                                     |
| 利比里亚           | 《为利比里亚欢呼！》（英語：All Hail, Liberia, Hail!）                                                 | 基督教                                     |
| 利比亞             | 《利比亞，利比亞，利比亞》（阿拉伯語：النشيد الوطني الليبي）                                       | 伊斯蘭教                                   |
| 列支敦斯登         | 《在年輕的萊茵河上》（德語：Oben am jungen Rhein）                                                 | 基督教                                     |
| 盧森堡             | 《我們的祖國》                                                   | 基督教                                     |
| 马达加斯加         | 《啊，我們親愛的祖國》                                       | 基督教與傳統宗教                           |
| 马拉维             | 《上帝保佑马拉维》                                               | 基督教                                     |
| 馬爾地夫           | 《國家致敬》                                                     | 佛教與伊斯蘭教                             |
|                    | 《為了非洲也為了你，馬里》（法語：Pour l'Afrique et pour toi, Mali）                                           | 伊斯蘭教                                   |
| 馬爾他             | 《馬爾他頌》                                                     | 基督教                                     |
| 马绍尔群岛         | 《永遠的馬紹爾群島》（英語：Forever Marshall Islands）                                                 | 基督教                                     |
| 毛里塔尼亚         | 《茅利塔尼亞國歌》（阿拉伯語：نشيد وطني موريتاني）                                               | 伊斯蘭教                                   |
| 模里西斯           | 《祖國》（英語：Motherland）                                                     | 基督教與印度教                             |
| 墨西哥             | 《墨西哥國歌》（西班牙語：Himno Nacional Mexicano）                                                   | 基督教                                     |
| 密克羅尼西亞聯邦   | 《密克罗尼西亚的爱国者》（英語：Patriots of Micronesia）                                             | 基督教                                     |
| 摩納哥             | 《摩納哥頌》（法語：Hymne Monégasque）                                                         | 基督教                                     |
| 摩洛哥             | 《謝里夫頌》（阿拉伯語：النشيد الشريف）                                                     | 伊斯蘭教                                   |
| 瑙鲁               | 《瑙鲁之歌》（英語：Nauru, Our Homeland）                                                         | 基督教                                     |
| 尼泊尔             | 《唯一百花盛開的國度》                                           | 佛教與印度教                               |
| 荷蘭               | 《威廉頌》（荷蘭語：Het Wilhelmus）（其大部分段落都與宗教有關，第六段甚至完全詮釋著上帝）   | 基督教                                     |
| 新西兰             | 《天佑紐西蘭》與《天佑女王》（英語：God Defend New Zealand）                                 | 基督教                                     |
| 奈及利亞           | 《起来吧，同胞们，尼日利亚人听从召唤》（英語：Arise, O Compatriots, Nigeria call obey）                               | 基督教與伊斯蘭教                           |
| 挪威               | 《對！我們熱愛祖國》（挪威語：Ja, vi elsker dette landet）                                               | 基督教                                     |
| 阿曼               | 《蘇丹敬禮之歌》（阿拉伯語：نشيد السلام السلطاني）                                                 | 伊斯蘭教                                   |
| 巴基斯坦           | 《保佑神聖的土地》                                               | 伊斯蘭教                                   |
| 帛琉               | 《我们的帕劳》                                                     | 基督教                                     |
| 巴拿马             | 《地峽頌》（西班牙語：Himno Istmeño）                                                       | 基督教                                     |
|                    | 《啊，起來，祖國全體兒女》（英語：O Arise, All You Sons）                                           | 基督教                                     |
| 巴拉圭             | 《巴拉圭共和國國歌》（西班牙語：Himno Nacional de la República del Paraguay）                                             | 基督教                                     |
| 秘魯               | 《秘魯國歌》（西班牙語：Himno Nacional del Perú）                                                     | 基督教                                     |
|                    | 《和平歸埃米爾》（阿拉伯語：السلام الأميري）                                                 | 伊斯蘭教                                   |
| 卢旺达             | 《美麗的盧安達》                                                 | 基督教                                     |
| 羅馬尼亞           | 《醒來吧，羅馬尼亞人》（羅馬尼亞語：Deșteaptă-te, române）                                         | 基督教                                     |
| 俄羅斯             | 《俄羅斯聯邦國歌》（俄語：Государственный гимн Российской Федерации）                                                   | 基督教                                     |
| 圣基茨和尼维斯     | 《哦，美麗之地！》（英語：O Land of Beauty!）                                                   | 基督教                                     |
| 圣卢西亚           | 《圣卢西亚的子女》（英語：Sons and Daughters of Saint Lucia）                                                   | 基督教                                     |
|                    | 《聖文森的土地如此美麗》（英語：St Vincent Land So Beautiful）                                             | 基督教                                     |
| 萨摩亚             | 《自由的旗幟》                                                   | 基督教                                     |
| 沙烏地阿拉伯       | 《沙烏地阿拉伯國歌》（阿拉伯語：النشيد الوطني السعودي）                                             | 伊斯蘭教                                   |
| 塞内加尔           | 《彈起科拉琴，敲起巴拉風》（法語：Pincez tous vos koras, frappez les balafons）                                           | 伊斯蘭教                                   |
| 塞爾維亞           | 《正義的上帝》                                                 | 基督教                                     |
| 塞舌尔             | 《塞舌尔人，团结起来》（塞席爾克里奧爾語：Koste Seselwa）                      | 基督教                                     |
|                    | 《我們崇敬你，自由的江山》（英語：High We Exalt Thee, Realm of the Free）                                           | 基督教與伊斯蘭教                           |
| 斯洛伐克           | 《塔特拉山上電光閃閃》                                         | 基督教                                     |
| 斯洛維尼亞         | 《祝酒辭》                                                   | 基督教                                     |
| 所罗门群岛         | 《上帝保佑我们的所罗门群岛》                                 | 基督教                                     |
|                    | 《大家的旗幟》（阿拉伯語：الثناء على العلم）                                       | 伊斯蘭教                                   |
| 南非               | 《南非國歌》                                               | 基督教                                     |
| 南蘇丹             | 《南蘇丹萬歲！》（英語：South Sudan Oyee!）                                                     | 基督教                                     |
| 斯里蘭卡           | 《母親，斯里蘭卡》                                               | 佛教                                       |
| 苏丹               | 《我們是真主和祖國的戰士》（阿拉伯語：النشيد الوطني السوداني）                                       | 伊斯蘭教                                   |
| 苏里南             | 《上帝与我们的苏里南同在》（荷蘭語：God zij met ons Suriname）                                         | 基督教                                     |
| 瑞典               | 《你古老，你自由》（瑞典語：Du gamla, du fria）（事實上原文並未有基督教元素，但皇室國歌確實有） | 基督教                                     |
| 瑞士               | 《瑞士詩篇》（德語：Schweizerpsalm）                         | 基督教                                     |
| 叙利亚             | 《衛國戰士》（阿拉伯語：حُمَاةَ الدِّيَار）（特別是第三段與第四段）                             | 伊斯蘭教                                   |
| 中華民國           | 《三民主義歌》                                                                 | 儒教                                       |
| 坦桑尼亚           | 《天佑非洲》                                                   | 基督教與伊斯蘭教                           |
| 多哥               | 《祖國，我們向你致敬》（法語：Terre de nos aïeux）                                               | 基督教                                     |
|                    | 《湯加群島國王之歌》                                               | 基督教                                     |
| 千里達及托巴哥     | 《以自由之愛鑄成》（英語：Forged from the Love of Liberty）                                                   | 基督教與印度教                             |
| 突尼西亞           | 《祖國的衛士》（阿拉伯語：حماة الحمى）                                                   | 伊斯蘭教                                   |
| 土耳其             | 《獨立進行曲》（土耳其語：İstiklâl Marşı）                                                   | 伊斯蘭教                                   |
|                    | 《图瓦卢为了上帝》（英語：Tuvalu for the Almighty，图瓦卢语：Tuvalu mo te Atua）                      | 基督教                                     |
| 阿联酋             | 《祖國萬歲》（阿拉伯語：النشيد الوطني الإماراتي）                                                     | 伊斯蘭教                                   |
| 乌干达             | 《啊！烏干達，美麗之地》（英語：Oh Uganda, Land of Beauty）                                             | 基督教                                     |
| 乌拉圭             | 《烏拉圭國歌》（西班牙語：Himno Nacional de Uruguay）                                                   | 基督教                                     |
| 英国               | 《天佑女王》（英語：God Save the Queen）                                                         | 基督教                                     |
| 美国               | 《星條旗》（英語：The Star-Spangled Banner）                                                           | 基督教                                     |
|                    | 《烏茲別克斯坦共和國國歌》                                     | 伊斯蘭教                                   |
|                    | 《我們，我們，我們》                                           | 基督教                                     |
| 梵蒂冈             | 《教宗進行曲》（義大利語：Inno e Marcia Pontificale）                                         | 基督教                                     |
| 委內瑞拉           | 《光榮歸勇敢人民》（西班牙語：Gloria al Bravo Pueblo）                                               | 基督教                                     |
| 葉門               | 《聯合共和國》（阿拉伯語：نشيد اليمن الوطني）                                                   | 伊斯蘭教                                   |
| 尚比亞             | 《独立高歌赞比亚，自豪又自由》（英語：Stand and Sing of Zambia, Proud and Free）                                       | 基督教                                     |
| 辛巴威             | 《津巴布韦国歌》（英語：National Anthem of Zimbabwe）                                           | 基督教                                     |

### 曾經使用過的國歌
| 包含宗教元素的前國歌               | 包含宗教元素的前國歌                                                  | 包含宗教元素的前國歌     |
| 國家                               | 國歌                                                                  | 提及的宗教               |
| ---------------------------------- | --------------------------------------------------------------------- | ------------------------ |
| （直至1984年）                     | 《天佑女王》（英語：God Save the Queen）                                                | 基督教                   |
| 奥匈帝国                           | 《帝皇頌》（德語：Kaiserhymnen）                                                  | 基督教                   |
| 波士尼亞與赫塞哥維納（直至1998年） | 《統一的國家》（波斯尼亚语、克罗地亚语、塞尔维亚语：Jedna si jedina） | 基督教與伊斯蘭教         |
| 加拿大（直至1967年）               | 《天佑女王》（英語：God Save the Queen）                                                | 基督教                   |
| 大清                               | 《鞏金甌》                                                            | 儒教                     |
| 埃及                               | 《歡樂頌》（阿拉伯語：سلام أفندينا）                                              | 基督教與伊斯蘭教         |
| 埃塞俄比亚帝国                     | 《保持开朗，埃塞俄比亚》                              | 基督教                   |
| 夏威夷                             | 《夏威夷民族之歌》                                      | 基督教                   |
| 伊朗                               | 《伊朗王國致敬》（波斯語：سرود شاهنشاهی ایران）                                          | 基督教、伊斯蘭教與拜火教 |
| 伊拉克（直至2003年）               | 《兩河流域的國土》（阿拉伯語：أرض الفراتين）                                      | 伊斯蘭教                 |
| 大韓帝國                           | 《愛國歌》（：／）                                                    | 基督教、儒教與佛教       |
|                                    | 《寮國人民歌》                                              | 佛教                     |
| 利比亞                             | 《真主至大》（阿拉伯語：الله أكبر）                                            | 伊斯蘭教                 |
| 滿洲國                             | 《滿洲國國歌》（日語：満洲国の国歌）                                              | 佛教與神道教             |
| 黑山                               | 《致我們美麗的蒙特內哥羅》                            | 基督教                   |
| 纳米比亚（直至1991年）             | 《天佑非洲》（科薩語、祖魯語：Nkosi Sikelel' iAfrika）                | 基督教                   |
|                                    | 未命名                                                                | 基督教                   |
| 荷蘭（直至1932年）                 | 《尼德蘭人的血脈》（Wien Neêrlands bloed）                                                | 基督教                   |
| 纽芬兰自治领                       | 《紐芬蘭頌》（英語：Ode to Newfoundland）                                                | 基督教                   |
| 奈及利亞（直至1978年）             | 《尼日利亚，我们赞扬你》（英語：Nigeria, We Hail Thee）                                    | 基督教與伊斯蘭教         |
| 奧蘭治自由邦                       | 《自由邦國歌》                                    | 基督教                   |
| 葡萄牙王國                         | 《立憲頌》（葡萄牙語：Hino da Carta）                                              | 基督教                   |
| 羅德西亞                           | 《揚起羅德西亞的聲音》（英語：Rise, O Voices of Rhodesia）                                      | 基督教                   |
| 罗马尼亚王国                       | 《君王萬歲》（羅馬尼亞語：Trăiască Regele）                                          | 基督教                   |
| 俄罗斯                             | 《上帝，保佑沙皇！》（俄語：Боже, Царя храни!）                                        | 基督教                   |
| 斯洛伐克                           | 《嘿，斯拉夫人》                                      | 基督教                   |
| 南非                               | 《南非的呼喚》                                    | 基督教                   |
| 南非（直至1957年）                 | 《天佑國王》（英語：God Save the King）                                                | 基督教                   |
| 南非（直至1997年）                 | 《天佑非洲》（科薩語、祖魯語：Nkosi Sikelel' iAfrika）                | Christianity             |
| 瑞士（直至1961年）                 | 《我的祖国，你是否在呼唤》（尤其德語版）                    | 基督教                   |
| 西藏                               | 《國歌》                                                    | 佛教                     |
| 共和國                             | 《川斯瓦國歌》                                    | 基督教                   |
| 兩西西里王國                       | 《獻給國王的讚美詩》                                    | 基督教                   |
|                                    | 《光輝的伏塔大地》                                          | 基督教與伊斯蘭教         |
| 南斯拉夫王國                       | 《南斯拉夫王國國歌》                       | 基督教                   |
| 尚比亞（直至1973年）               | 《天佑非洲》（科薩語、祖魯語：Nkosi Sikelel' iAfrika）                | 基督教                   |
| 辛巴威（直至1994年）               | 《天佑非洲》                                              | 基督教                   |

## 包含宗教元素的國徽

### 佛教與/或印度教
| 佛教            | 佛教             | 佛教                                     |
| 國徽            | 所屬國家         | 宗教元素                                 |
| --------------- | ---------------- | ---------------------------------------- |
|                 | 不丹（國徽）     | 雷龍、蓮                                 |
|                 | 柬埔寨（國徽）   | 唵                                       |
|                 | 寮國（國徽）     | 塔鑾                                     |
|                 | 蒙古（國徽）     | 法輪、三寶、風馬                         |
|                 | 緬甸（國徽）     | 欽特                                     |
|                 | 斯里蘭卡（國徽） | 法輪、蓮                                 |
| 印度教          |                  |                                          |
| 國徽            | 所屬國家         | 宗教元素                                 |
|                 | 尼泊爾（國徽）   | 祖國與母親比天還高                       |
| 佛教-印度教共存 |                  |                                          |
| 國徽            | 所屬國家         | 宗教元素                                 |
|                 | 印度（國徽）     | 阿育王之輪、阿育王的獅子之都、唯真理得勝 |
|                 | 印尼（國徽）     | 迦樓羅                                   |
|                 | 泰國（國徽）     | 迦樓羅                                   |

### 基督教
| 國徽 | 所屬國家           | 宗教元素 |
| ---- | ------------------ | --- |
|      | 安道爾（國徽）     | 其包括天主教烏赫爾教區主教牧徽。                                                                                    |
|      | 亞美尼亞（國徽）   | 停在亞拉拉特山頂的挪亞方舟。                                                                                        |
|      | 澳洲（國徽）       | 聖喬治十字、馬爾他十字                                                                                              |
|      | 比利時（國徽）     | 有基督教權威象徵的，位於盾牌頂部的十字聖球。                                                                        |
|      | 保加利亞（國徽）   | 有基督教權威象徵的，位於盾牌頂部的十字聖球。                                                                        |
|      | 加拿大（國徽）     | 十字、「從大海到大海」                                                                                              |
|      | 賽普勒斯（國徽）   | 鴿子 |
|      | 丹麥（國徽）       | 有基督教權威象徵的，位於盾牌頂部的十字聖球；皇室徽章也有十字。                                                      |
|      | 多米尼克（國徽）   | 十字、「我們熱愛著在仁慈的天主守護下的大地」                                                                        |
|      | 多米尼加（國徽）   | 十字、聖經、「天主、祖國、自由」                                                                                    |
|      | 薩爾瓦多（國徽）   | 「天主、團結、自由」                                                                                                |
|      | 斐濟（國徽）       | 十字、「敬畏上帝，榮耀國王」、鴿子                                                                                  |
|      | 喬治亞（國徽）     | 聖喬治、博爾尼西十字、十字聖球                                                                                      |
|      | 格林纳达（國徽）   | 十字、「順從神的旨意，我們從事建設，如同一個人前進」                                                                |
|      | 希臘（國徽）       | 希臘十字架 |
|      | 匈牙利（國徽）     | 宗主教十字；匈牙利聖冠上的十字                                                                                      |
|      | 冰島（國徽）       | 北歐十字 |
|      | 牙買加（國徽）     | 十字 |
|      | 列支敦斯登（國徽） | 有基督教權威象徵的，位於盾牌頂部的十字聖球。                                                                        |
|      | 立陶宛（國徽）     | 宗主教十字 |
|      | 盧森堡（國徽）     | 有基督教權威象徵的，位於盾牌頂部的十字聖球。                                                                        |
|      | 馬爾他（國徽）     | 聖喬治十字 |
|      | 摩爾多瓦（國徽）   | 十字 |
|      | 摩納哥（國徽）     | 十字、「天助我治」                                                                                                  |
|      | 蒙特內哥羅（國徽） | 十字、十字聖球 |
|      | 諾魯（國徽）       | 「上帝的旨意優先」                                                                                                  |
|      | 荷蘭（國徽）       | 有基督教權威象徵的，位於盾牌頂部的十字聖球。                                                                        |
|      | 紐西蘭（國徽）     | 有基督教權威象徵的，位於盾牌頂部的十字聖球。                                                                        |
|      | 奈及利亞（國徽）   | 「統一與信仰，和平與進步」                                                                                          |
|      | 挪威（國徽）       | 有基督教權威象徵的，位於盾牌頂部的十字聖球。 丹麦斧是中世纪的一种战斗武器，其代表圣奥拉夫，也代表挪威皈依了基督教。 |
|      | 葡萄牙（國徽）     | 由五種「奎纳」組成的複合十字架，每種奎纳都有五個排列有序的徽章。                                                    |
|      | 羅馬尼亞（國徽）   | 十字 |
|      | 俄羅斯（國徽）     | 聖喬治、十字聖球 |
|      | 薩摩亞（國徽）     | 「上帝創造薩摩亞」、十字                                                                                            |
|      | 聖馬利諾（國徽）   | 有基督教權威象徵的，位於盾牌頂部的十字聖球。                                                                        |
|      | 塞爾維亞（國徽）   | 塞爾維亞十字, 十字聖球                                                                                              |
|      | 斯洛伐克（國徽）   | 宗主教十字 |
|      | 西班牙（國徽）     | 有基督教權威象徵的，位於盾牌頂部的十字聖球。                                                                        |
|      | 瑞典（國徽）       | 十字、有基督教權威象徵的，位於盾牌頂部的十字聖球。                                                                  |
|      | 瑞士（國徽）       | 十字 |
|      | 東加（國徽）       | 十字、鴿子、「上帝和東加是我的遺產」                                                                                |
|      | 吐瓦魯（國徽）     | 「吐瓦魯為了上帝」                                                                                                  |
|      | 烏干達（國徽）     | 「為了天主和我的祖國」                                                                                              |
|      | 英國（國徽）       | 十字聖球、「我權天授」與蘇格蘭版本的「上帝为我辩护」                                                                |
|      | 美國（國徽）       | 上帝之眼 |
|      | 梵蒂岡（國徽）     | 聖伯多祿的十字鑰匙與三重冕。                                                                                        |
|      | 萬那杜（國徽）     | 「上帝與我們共存」                                                                                                  |

#### 前國徽
| 國徽 | 所屬國家             | 宗教元素                                                                                       |
| ---- | -------------------- | ---------------------------------------------------------------------------------------------- |
|      | 奧匈帝國（國徽）     | 十字聖球、宗主教十字                                                                           |
|      | 白俄羅斯（國徽）     | 手持洛林十字盾牌的帕霍尼亞                                                                     |
|      | 衣索比亞帝國（國徽） | 十字、十字聖球、猶大之獅、米迦勒、加百列、「衣索比亞對上地伸出了雙手」、「猶大部落的征服之獅」 |
|      | 喬治亞（國徽）       | 聖喬治                                                                                         |
|      | 德意志帝國（國徽）   | 有基督教權威象徵的，位於盾牌頂部的十字聖球。                                                   |
|      | 義大利王國（國徽）   | 十字、十字聖球                                                                                 |
|      | 俄羅斯帝國（國徽）   | 十字、聖喬治、米迦勒、加百列、「主與我們同在」                                                 |
|      | 南斯拉夫王國（國徽） | 十字聖球、塞爾維亞十字                                                                         |

### 伊斯蘭教
| 國徽 | 所屬國家           | 宗教元素                                                                   |
| ---- | ------------------ | -------------------------------------------------------------------------- |
|      | 阿富汗（國徽）     | 清真言、清真寺、米哈拉布、祈禱毯                                           |
|      | 阿爾及利亞（國徽） | 星月                                                                       |
|      | 亞塞拜然（國徽）   | 以長明燈之形式書法來表現阿拉之名、綠色                                     |
|      | 巴林（國徽）       | 五點代表伊斯蘭教五功                                                       |
|      | 汶萊（國徽）       | 新月、「永遠服侍於真主的指引」                                             |
|      | 葛摩（國徽）       | 星月                                                                       |
|      | 幾內亞（國徽）     | 鴿子                                                                       |
|      | 伊朗（國徽）       | 阿拉之名                                                                   |
|      | 伊拉克（國徽）     | 「真主至大」                                                               |
|      | 約旦（國徽）       | 應的顏色代表了穆罕默德的旗幟；地球代表了伊斯蘭文明的崛起、「祈求真主幫助」 |
|      | 利比亞（國徽）     | 星月                                                                       |
|      | 馬來西亞（國徽）   | 新月                                                                       |
|      | 馬爾地夫（國徽）   | 星月                                                                       |
|      | 馬里（國徽）       | 傑內大清真寺、「一個民族，一個目標，一個信仰」                             |
|      | 茅利塔尼亞（國徽） | 星月、綠色                                                                 |
|      | 摩洛哥（國徽）     | 「你助真主，真主助你」                                                     |
|      | 巴基斯坦（國徽）   | 「虔誠，統一，戒律」、星月、綠色                                           |
|      | 塞內加爾（國徽）   | 「一個民族，一個目標，一個信仰」                                           |
|      | 突尼西亞（國徽）   | 星月                                                                       |
|      | 土耳其（國徽）     | 星月                                                                       |
|      | 土庫曼（國徽）     | 八角星、星月                                                               |
|      | 烏茲別克（國徽）   | 八角星、星月                                                               |

#### 前國徽
| 國徽 | 所屬國家           | 宗教元素                                                 |
| ---- | ------------------ | -------------------------------------------------------- |
|      | 埃及王國（國徽）   | 星月                                                     |
|      | 伊朗王國（國徽）   | 佐爾菲卡爾、「真主讓我伸張正義，就像真主將會審判我一樣」 |
|      | 鄂圖曼帝國（國徽） | 古蘭經、星月、「依靠上帝的幫助，崇高鄂圖曼國家的國王」   |

### 猶太教
| 國徽 | 所屬國家       | 宗教元素       |
| ---- | -------------- | -------------- |
|      | 以色列（國徽） | 九燈燭臺、藍色 |

### 傳統宗教
| 國徽 | 所屬國家       | 宗教元素                                               |
| ---- | -------------- | ------------------------------------------------------ |
|      | 阿根廷（國徽） | 五月太陽                                               |
|      | 南韓（國徽）   | 陰陽                                                   |
|      | 墨西哥（國徽） | 其擁有象徵阿茲特克之特諾奇提特蘭（今墨西哥城）的傳說。 |
|      | 烏拉圭（國徽） | 五月太陽                                               |

#### 前國徽
| 國徽 | 所屬國家           | 宗教元素                     |
| ---- | ------------------ | ---------------------------- |
|      | 伊朗王國（國徽）   | 獅子與太陽、法拉瓦哈、西摩格 |
|      | 伊拉克王國（國徽） | 巴比倫之獅                   |

## 另見
- 宗教符號（英语：Religious symbol）
- 法國關於學校世俗性和顯眼宗教標誌的法律（英语：French law on secularity and conspicuous religious symbols in schools）
- 美國軍隊中的宗教象徵（英语：Religious symbolism in the United States military）
- 美國退伍軍人事務部用於墓碑和標記的標誌